# Aesculus californica
Aesculus californica är en kinesträdsväxtart som först beskrevs av Édouard Spach, och fick sitt nu gällande namn av Thomas Nuttall. Aesculus californica ingår i släktet hästkastanjer, och familjen kinesträdsväxter. Inga underarter finns listade i Catalogue of Life.